# Johann Hieronymus Schroeter
Johann Hieronymus Schröter (també escrit com Schroeter; Erfurt, Alemanya, 30 d'agost de 1745 - Lilienthal, 29 d'agost de 1816) va ser un astrònom alemany.

## Vida

### Joventut
Johann Hieronymus Schröter era el fill d'un advocat. El seu pare va morir quan ell tenia nou anys. Després de completar els seus estudis, va començar el 1762 en la Universitat d'Erfurt l'estudi de la teologia. A més estava interessat en la música i l'astronomia. A la torre de la Schottenkirche van muntar un telescopi provisional des del qual realitzava observacions amb els seus amics.
Al març de 1764 Schroeter es va traslladar a la Universitat de Göttingen per estudiar dret. També va estudiar física i astronomia amb Abraham Gotthelf Kästner, que es va convertir en el seu protector, i regularment va visitar l'observatori de Göttingen. El 1767 es va graduar en la carrera de dret i es va embarcar en una carrera com a funcionari.

### De jurista a astrònom
El 1777 va ser nomenat secretari de la Real Càmera de Jordi III a Hannover, on va conèixer a dos dels germans de William Herschel. El 1779, va adquirir un refractor acromàtic de 91 cm amb lents de 57 mm per observar el sol, la Lluna i Venus. El descobriment d'Urà per l'astrònom William Herschel el 1781 va inspirar a Schröter a dedicar-se més seriosament a l'astronomia, i va renunciar al seu lloc, arribant a ser magistrat cap i governador del districte de Lilienthal.
El 1784 va pagar 31 reichsthaler (aproximadament uns 600 euros d'avui) per un reflector Herschel de 122 cm de distància focal i 12 cm d'obertura. Es va fer ràpidament un bon nom amb els informes de les seves observacions en les publicacions tècniques, però no estava satisfet i el 1786 va pagar 600 reichstaler (equivalent al sou de 6 mesos) per un telescopi reflector de 214 cm de distància focal i 16,5 cm d'obertura amb l'òptica adequada per permetre 1.200 augments i altres 26 tàlers per un micròmetre de cargol. Amb això va observar sistemàticament Venus, Mart, Júpiter i Saturn.

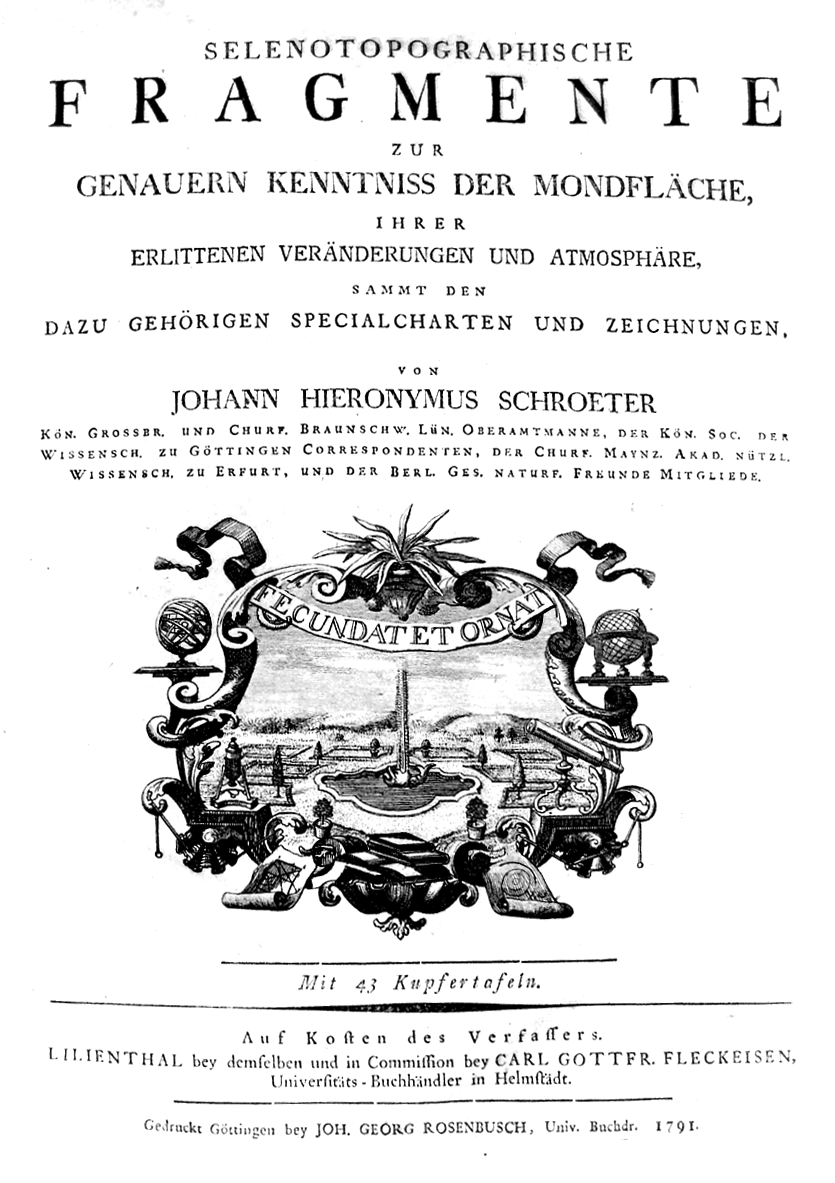
Portada del Selenetopographische Fragmente

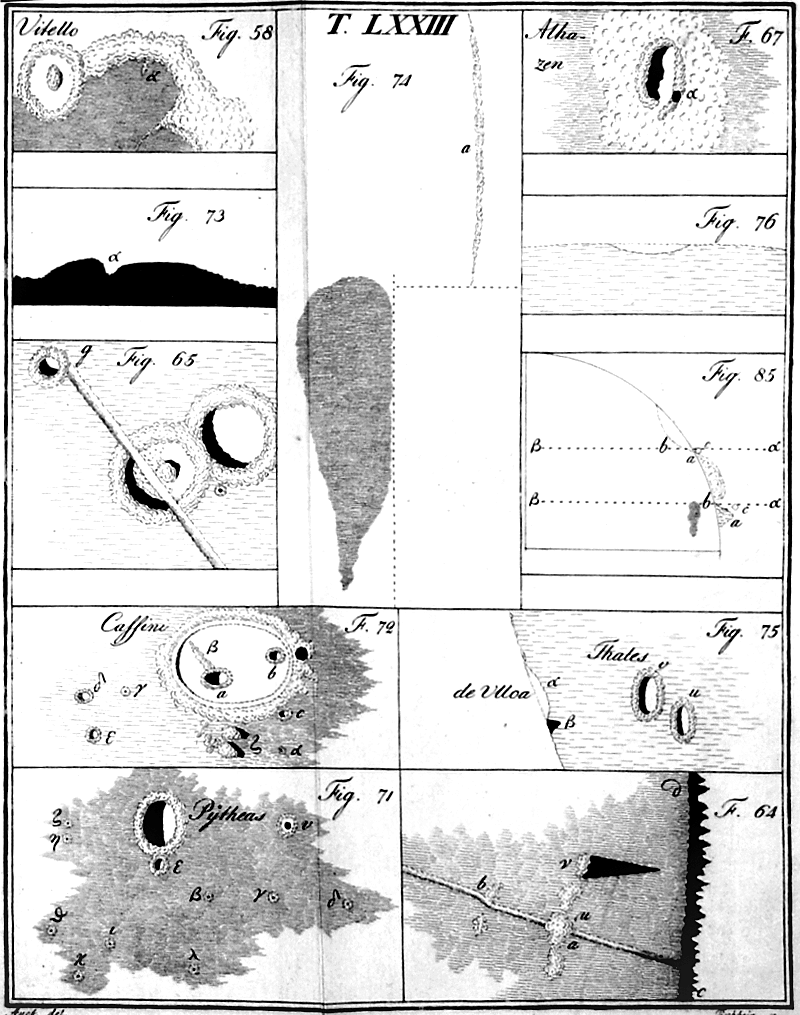
Detall dels mapes lunars en el Selenetopographische Fragmente

Schröter va fer extensos dibuixos dels trets de Mart, però curiosament sempre estava erròniament convençut que el que veia eren meres formacions de núvols més que característiques geogràfiques. El 1791 va publicar un important estudi primerenc sobre la topografia de la Lluna titulat "Selenotopographische Fragmente zur genauern Kenntniss der Mondfläche". L'escala visual de l'albedo lunar desenvolupada en aquest treball va ser popularitzada més endavant per Thomas Gwyn Elger i ara porta el seu nom. El 1793 va ser el primer a notar l'anomalia de fase de Venus, ara conegut com l'efecte Schröter, on la fase apareix més còncava que la geometria prediu.
Els seus dos assistents més famosos van ser els astrònoms Karl Ludwig Harding (1796–1804) i Friedrich Wilhelm Bessel (1806–1810).
El 1813, va sofrir les interrupcions de les Guerres Napoleòniques: el seu treball va ser arruïnat pels francesos sota el comandament de Dominique Vandamme, que va destruir els seus llibres, els seus escrits i el seu observatori. Mai es va recuperar de la catàstrofe.
Els seus dibuixos de Mart no van ser redescoberts fins a 1873 (per François J. Terby) i no van ser publicats fins a 1881 (per H. G. van de Sande Bakhuyzen), bastant després de la seva mort.
Va ser triat membre de la Reial Acadèmia Sueca de Ciències el 1794 i Membre de la Royal Society de Londres a l'abril de 1798. El 20 de setembre de 1800 va presidir la fundació de la primera Societat Astronòmica, integrada per membres de tot el Vell Continent.

## Epònims
- El cràter lunar Schröter,[4] així com el Vallis Schröteri (Vall de Schröter) també a la Lluna, van ser nomenats en el seu honor.[5]
- El cràter cràter marcià Schroeter[6] també commemora el seu nom.
- L'asteroide (3707) Schröter també porta el seu nom.[7]